# Clan Kikkawa
Il clan Kikkawa (吉川氏?, Kikuchi-shi) fu un clan del Giappone feudale discendente dei Fujiwara che governava le province di Izumo, Aki e Suō (Kyūshū) durante il periodo Sengoku. Il membro più famoso del clan fu probabilmente Kikkawa Motoharu (1530-1586), generale di Toyotomi Hideyoshi, che lo adottò nella famiglia. Insieme al clan Kobayakawa, i Kikkawa giocarono un ruolo importante nella conquista Toyotomi di Kyushu (1586-7), e divennero in seguito daimyō nella provincia di Izumo, residenti nel castello di Iwakuni.

## Storia
Kikkawa Tsuneyoshi (吉川経義), fondatore del clan, era figlio di Irie Kageyoshi (入江景義), il cui clan Irie discende dalla famiglia meridionale del clan Fujiwara attraverso il clan Kudō.

## Capi clan
1. Kikkawa Tsuneyoshi (吉川経義, 1132–1193), figlio di Irie Kageyoshi (入江景義), e fondatore del clan.
2. Kikkawa Tomokane (吉川友兼, 1159–1200)
3. Kikkawa Tomotsune (吉川朝経, 1182–1240)
4. Kikkawa Tsunemitsu (吉川経光, 1192–1267)
5. Kikkawa Tsunetaka (吉川経高, 1234–1319)
6. Kikkawa Tsunemori (吉川経盛, 1290–1358)
7. Kikkawa Tsuneaki (吉川経秋, ? –1383)
8. Kikkawa Tsunemi (吉川経見, ? –1435)
9. Kikkawa Tsunenobu (吉川経信, 1396–1456)
10. Kikkawa Yukitsune (吉川之経, 1415–1477)
11. Kikkawa Tsunemoto (吉川経基, 1428–1520)
12. Kikkawa Kunitsune (吉川国経, 1443–1531), sua figlia sposò Mōri Motonari.
13. Kikkawa Mototsune (吉川元経, 1459–1522), sposò la figlia di Mōri Hiromoto, la quale era sorella Mōri Motonari.
14. Kikkawa Okitsune (吉川興経, 1508–1550), sua madre era figlia di Mōri Hiromoto e sorella di Mōri Motonari.
15. Kikkawa Motoharu (吉川元春, 1530–1586), secondogenito di Mōri Motonari.
16. Kikkawa Motonaga (吉川元長, 1548–1587)
17. Kikkawa Hiroie (吉川広家, 1561–1625)
18. Kikkawa Hiromasa (吉川広正, 1601–1666)
19. Kikkawa Hiroyoshi (吉川広嘉, 1621–1679)
20. Kikkawa Hironori (吉川広紀, 1658–1696)
21. Kikkawa Hiromichi (吉川広逵, 1695–1715)
22. Kikkawa Tsunenaga (吉川経永, 1714–1764)
23. Kikkawa Tsunetomo (吉川経倫, 1764–1803)
24. Kikkawa Tsunetada (吉川経忠, 1766–1803)
25. Kikkawa Tsunekata (吉川経賢, 1791–1807)
26. Kikkawa Tsunehiro (吉川経礼, 1793–1837)
27. Kikkawa Tsunekira (吉川経章, 1794–1844)
28. Kikkawa Tsunemasa (吉川経幹, 1829–1867)
29. Kikkawa Tsunetake (吉川経健, 1855–1909)

## Membri noti del clan
- Kikkawa Tsuneie (?-1581)
- Kikkawa Motoharu (1530-1586) - generale che servì Hideyoshi; morì nella campagna di Kyūshū
- Kikkawa Motonaga (1547-1587) - figlio di Motoharu
- Kikkawa Hiroie (1561-1625) - altro figlio di Motoharu; daimyō di Izumo e poi di Iwakuni
- Kikkawa Hiromasa - terzo figlio di Motoharu
- Yoshikawa Koretari (1616-1694) - noto anche come Kikkawa Koretari; filosofo shintoista
- Kikkawa Reika (1875-1929) - pittore Yamato-e